# قمری زمینی سینه‌سفید
قمری زمینی سینه‌سفید (نام علمی: Alopecoenas jobiensis) نام یک گونه از تیره کبوتر است.